# Cercosaura dicrus
Cercosaura dicrus är en ödleart som beskrevs av  Thomas Marshall Uzzell, Jr. 1973. Cercosaura dicrus ingår i släktet Cercosaura och familjen Gymnophthalmidae. Inga underarter finns listade i Catalogue of Life.